# Gustave Bouchereau
Pour les articles homonymes, voir Bouchereau.
Louis Gustave Bouchereau, né le 20 juin 1835 à Montrichard et mort le 22 février 1900 à Paris, est un psychiatre français. 

## Biographie
Gustave Bouchereau étudie la médecine à Paris, devient externe des hôpitaux en 1859 et interne en 1863. A Paris il a comme professeurs Jean-Pierre Falret, Jules Baillarger, Jean-Martin Charcot et Alfred Vulpian. En 1866, il obtient son doctorat en médecine avec une thèse sur l'hémiplégie, Des hémiplégies anciennes. Peu de temps après, il est co-nommé avec Valentin Magnan (1835-1916) à l'asile Sainte-Anne à Paris. 
En 1879, il succède à Prosper Lucas comme surintendant de la division des femmes à Sainte-Anne.
Bouchereau a servi dans un hôpital de campagne pendant la guerre franco-prussienne. Il est blessé à la bataille de Châtillon et décoré de la Légion d'honneur pour bravoure et dévouement. En 1871, il devient membre de la Société médico-psychologique de Paris, dont il est élu président en 1891. Il est secrétaire général de l'Association mutuelle des médecins aliénistes de France.

## Publication
- 1872 : Statistique des malades entrés en 1870 et en 1871 au bureau d'admission des aliénés de la Seine, avec Valentin Magnan, Paris : Impr. de E. Donnaud